# Caenocryptus rufiventris
Caenocryptus rufiventris là một loài tò vò trong họ Ichneumonidae.